# Fissidens microcarpus
Fissidens microcarpus là một loài Rêu trong họ Fissidentaceae. Loài này được Mitt. mô tả khoa học đầu tiên năm 1863.